# St. Andreas (Neuherberg)

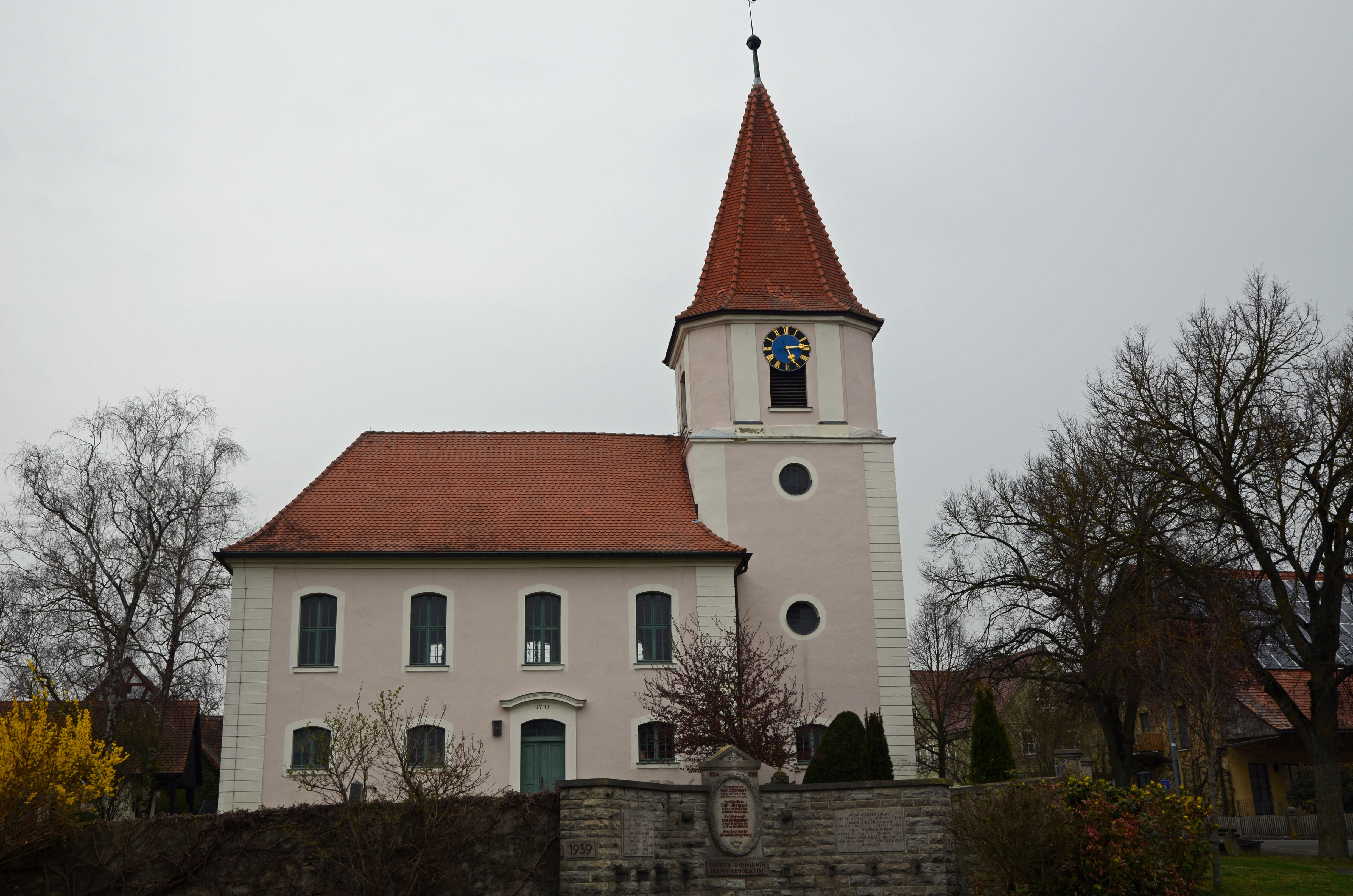
St. Andreas in Neuherberg

Die denkmalgeschützte, evangelische Filialkirche St. Andreas steht in Neuherberg, einem Gemeindeteil von Ergersheim im Landkreis Neustadt an der Aisch-Bad Windsheim (Mittelfranken, Bayern). Das Bauwerk ist unter der Denkmalnummer D-5-75-122-19 als Baudenkmal in der Bayerischen Denkmalliste eingetragen. Die Kirche gehört zur Pfarrei Seenheim-Ermetzhofen im Dekanat Uffenheim im Kirchenkreis Ansbach-Würzburg der Evangelisch-Lutherischen Kirche in Bayern.

## Beschreibung
Das zweigeschossige Langhaus der Saalkirche wurde 1741 nach einem Plan von Johann David Steingruber erbaut. Es hat an den Ecken Lisenen aus Putz und ist mit einem abgewalmten Satteldach bedeckt. Außerdem wurde der Chorturm, der im Kern aus dem 14. Jahrhundert stammt, mit einem achteckigen Geschoss aufgestockt, das die Turmuhr und den Glockenstuhl für zwei Kirchenglocken beherbergt, und mit einem achtseitigen Knickhelm bedeckt. Die von Johannes Strebel gebaute Orgel mit 6 Registern auf einem Manual und Pedal wurde 1911 aufgestellt.